# Antendorf
Antendorf ist einer der 16 Ortsteile der Gemeinde Auetal im Landkreis Schaumburg in Niedersachsen.

## Geographie
Der Ort liegt zwischen der nordwestlich verlaufenden A 2 und dem südöstlich liegenden Süntel.

## Geschichte
Am 1. Dezember 1910 hatte der Ort 273 Einwohner und gehörte zum Kreis Rinteln. Am 1. März 1974 wurde Antendorf in die Gemeinde Hattendorf eingegliedert und bereits am 1. April 1974 wurde die neue Gemeinde aufgelöst und der neuen Gemeinde Auetal zugewiesen.